# (471151) 2010 FD49
(471151) 2010 FD49 est un objet transneptunien de magnitude absolue 6,4. Son diamètre est estimé à environ  200 km, il est en résonance orbitale 2:5 avec Neptune.